# Брянский (Волгоградская область)
Брянский — хутор в Урюпинском районе Волгоградской области России, в составе Россошинского сельского поселения.
Население — 92 (2010)

## История
По состоянию на 1 января 1936 года хутор числился в составе Рассошинского сельсовета Добринского района Сталинградского края (с декабря 1936 года Сталинградской области, с 1954 по 1957 год район входил в состав Балашовской области). В 1963 году в связи с упразднением Добринского района хутор передан в состав Урюпинского района.

## География
Хутор расположен в пределах Калачской возвышенности, являющейся частью Восточно-Европейской равнины, по левой стороне балки Подсосенской, между хуторами Макаровский и Россошинский. Центр хутора расположен на высоте около 110 метров над уровнем моря. По балке Подсинской и прилегающей к ней балкам второго порядка сохранились байрачные леса. Ландшафт суббореальный умеренно континентальный, типично-степной, ледниковый аккумулятивно-денудационный. Для данного типа ландшафта характерны равнины пологоувалистые и волнистые, среднечетвертичные, с балками, местами с западинно-потяжинным микрорельефом, с сельскохозяйственными землями, участками луговых степей, лугов, широколиственных и мелколиственных лесов. Почвы — чернозёмы обыкновенные.
По автомобильным дорогам расстояние до административного центра сельского поселения хутора Россошинский составляет 2,7 км, до районного центра города Урюпинска — 33 км, до областного центра города Волгоград — 360 км.
Часовой пояс
Брянский, как и вся Волгоградская область, находится в часовой зоне МСК (московское время). Смещение применяемого времени относительно UTC составляет +3:00.

## Население
Динамика численности населения по годам:
| 1989 | 2002 |
| ---- | ---- |
| ≈100 | 81   |

| 2010 |
| ---- |
| 92   |